# Viper (serie televisiva)
Viper è una serie televisiva statunitense d'azione e fantascienza degli anni novanta andata in onda per quattro stagioni.
Il protagonista è Michael Peyton, un criminale professionista, un tempo meccanico e ladro di auto, che rimane ferito durante un inseguimento; Peyton finisce in ospedale comatoso, poi viene scelto per un progetto congiunto tra Stato della California e Polizia; guiderà la Viper, un prototipo di auto (basato sulla vera Dodge Viper) dotata di armamenti e tecnologia fantascientifici, per sgominare criminali sempre più tecnologici e spesso appoggiati da funzionari del governo o delle forze dell'ordine. Reclutato in pratica senza permesso, la sua identità e la sua memoria vengono cancellate (si scoprirà poi che in realtà uno degli scienziati responsabili ne ha creato un backup) per farlo ripartire da zero col nome Joe Astor; nelle sue missioni, Astor è coadiuvato dal progettista della Viper, l'ingegnere paraplegico afroamericano Julian Wilkers, e dal meccanico Frankie Xavier Waters. Nell'edizione originale, l'auto viene chiamata "DEFENDER" (Difensore)!
In Italia, la serie è stata trasmessa da Italia 1.

## Trama
L'azione si svolge a Metro City, una città fittizia della California colpita da ondate di criminalità che il Metro City Police Department, o MetroPol, non riesce a fronteggiare; Wilkers, rimasto paraplegico proprio per un proiettile vagante durante una sparatoria tra delinquenti, propone il progetto "DEFENDER" che incontra da subito molte difficoltà: innanzitutto per le pressioni del crimine organizzato esercitate tramite politici e funzionari corrotti, poi per la potenza del prototipo che richiede un guidatore fuoriclasse al volante (a differenza della serie Supercar, non c'è una AI al comando; tutto viene gestito dal pilota).
Nelle quattro stagioni, vi sono vari villain principali, almeno uno per stagione, ma anche diversi protagonisti. Nella prima stagione, il nemico è una organizzazione di criminali guidata da un misterioso Mr. Townsend (William Russ), e poi dal losco affarista Lane Cassidy (Richard Burgi), al cui servizio c'è anche Peyton prima della cattura. Nella seconda stagione il nemico principale è il colonnello Hanson Dekker (Tim Thomerson), un ex ufficiale delle Forze Speciali veterano di Bosnia, Cuba e Iraq, che ha radunato un gruppo di mercenari (tutti ex commando) per darsi al crimine; per contrastarlo, viene richiesto un'evoluzione del prototipo del DEFENDER; l'agente della CIA Thomas Cole, esperto in guida evasiva, viene chiamato come nuovo pilota della Viper; incaricato della consegna, viene fermato dagli agenti Carpenter e Westlake per eccesso di velocità; i due lo lasciano per rispondere ad un'emergenza (la banda di Dekker sta rapinando una banca) e Carpenter perde la vita nell'azione; Westlake è promossa detective ed assegnata alla squadra Viper, incontrando nuovamente Cole; morto Dekker, il team deve vedersela con il suo secondo in comando Lee Cyrus, colui che ha ucciso l'agente Carpenter; questi riesce a procurarsi i progetti del DEFENDER e ne crea una replica per commettere crimini, screditando il gruppo; altri problemi verranno dall'agente speciale Sherman Catlett, un burocrate dell'FBI deciso a seguire il regolamento alla lettera. Nella terza stagione il più importante avversario è Glies Seaton (Peter Winfield), noto criminale che introduce un sosia di Cole (in realtà un delinquente sottoposto a plastica facciale) nel nascondiglio del gruppo per rubare la Viper; l'auto finirà distrutta e la squadra sarà sciolta. Nella quarta stagione, visto un aumento improvviso del crimine a Metro City dovuto alla sparizione del DEFENDER, Julian Wilkers usa un nuovo modello di Dodge Viper GTS Coupe per montare il vecchio equipaggiamento della Dodge Viper RT10, più altri nuovi gadget; Cole è stato riassegnato e lavora sotto copertura, quindi viene richiamato Joe Astor.

## La Viper
Per l'auto vennero usati vari modelli; nella prima versione era una Dodge Viper RT/10 Roadster rosso fiamma del 1994, usata come aspetto di "copertura" durante i momenti di pausa o sorveglianza; in azione, un comando cambiava il suo aspetto nel DEFENDER, che utilizzava lo stesso chassis con un colore grigio metallizzato; la nuova versione della 4ª stagione è una Dodge Viper GTS Coupe del '96, colore blu cobalto metallico.
i gadget della Viper includono:
stagione 1
- 4WD Mode (modalità fuoristrada)
- proiettore di ologrammi (nascosto nel tetto)
- sonda (nascosta nel retro dell'auto)
- Retractable battering rams
- Retractable twin weapons pods (deployed from just below each car door) each with a "Static Pulse" (EMP) emitter, missiles / rockets, and a harpoon / tow cable / grapple hook launcher
- Armor plating
- Steering wheel controls
- Rear grapple hook launcher

Introduced in Season 2
1. Turbine Booster
2. Voice amplifier
3. Rear mounted .50 caliber machine gun (replaces rear grapple hook from Season 1)

(Added to the weapons pods)
1. Twin 7.62 mm machine guns
2. Twin Stinger missile launchers
3. Twin high-powered lasers

Introduced in Season 3
1. Bolo / net launcher
2. Flamethrower

Introduced in Season 4
1. Hovercraft mode
2. Torpedo launchers (deployed from front fenders in Hovercraft Mode only)
3. Manual overdrive (never used)
4. Traction control (never used)
5. Rear mounted bomb launcher (only seen in one episode)
6. Cloaking device (only used in two episodes)

## Riferimenti
Oltre al tema principale della serie, la macchina supertecnologica e superaccessoriata, vi sono altri ammiccamenti alla serie Supercar; come Michael Knight (che viene reclutato in fin di vita dopo il fallimento del suo incarico sotto copertura), Michael Peyton cambia identità (Michael Knight in realtà si chiamava Michael Long) in Joe Astor. Anche qui c'è l'idea del gemello cattivo (in Supercar, KITT è l'evoluzione del prototipo KARR, che venne spento perché diventato ingestibile e troppo autonomo). Infine, Dekker compie le sue rapine a bordo di un camion International Transtar 4300 blindato che sfonda muri e barriere stradali, non diversamente da Goliath, il camion corazzato creato da Garth Knight.

## Episodi
| Stagione         | Episodi | Prima TV originale | Prima TV Italia |
| ---------------- | ------- | ------------------ | --------------- |
| Prima stagione   | 12      | 1994               | 2000            |
| Seconda stagione | 22      | 1996-1997          | inedita         |
| Terza stagione   | 22      | 1997-1998          | inedita         |
| Quarta stagione  | 22      | 1998-1999          | inedita         |